# Точене
Точе́не (Точений, Точинівський, Точинівщина) —  село в Україні, в Прилуцькому районі Чернігівської області. Розташоване за 15 км від центру громади та за 3,5 км на південний захід від с. Горобіївки. Населення становить 25 осіб. Входить до складу Срібнянської селищної громади.

## Історія
Вперше згадується 1781. Входило до Друговарвинської сотні Прилуцького полку, до Глинського пов. Чернігівського намісництва, до Прилуцького пов. Малоросійської і Полтавської губ., до Срібнянського р-ну Прилуцького округу (1923–1930). 
Хут. Точений заснов. у др. пол. 18 ст. у верхів'ї р. Точена (лівої прит. р. Глинної). Назва річки й хут. - від прізвища місцевих жителів Точених (прізвище Точених значиться і в переписних книгах 1666 с. Горобіївки). 1781 хут. належав козакам Точенкам. 1797 хут. під назвою Точинівський наліч. 35 душ чол. статі податкового населення. 
На мапі 1869 року є хутір Госаповщина практично повністю по координатам збігаючий з Точеном
У 19 та на поч. 20 ст. називався х. Точинівщина (1900 року - Точиний). У списку нас. пунктів 1859 не згадується (можливо, тимчасово приписувався до 
с. Горобіївки). Входив до Іванківської вол. 2-го стану. 1886 - 11 дворів козаків, 16 хат, 75 ж. , приписаних до парафії Михайлівської ц-ви с. Горобіївки.
1910 в х. Точинівщина - 37 госп., з них козаків - 14, селян -21 , привілейованих - 2, наліч. 207 ж., у т.ч. 2 теслярі, 1 кравець, 4 ткачі, 24 займалися ін. неземлеробськими заняттями, все ін. доросле населення займалося землеробством. 164 дес. придатної землі.
У 1911 році на хуторі Точинівщина  жило  161 особа (81 чоловічої та 80 жіночої статі)
У 1923-30 Т. підпорядкований Горобіївській сільраді. 1925 - 43 двори, 217 ж.; 1930 - 64 двори, 319 ж.; 1996 - 35 дворів, 53 ж.
До 2017 року орган місцевого самоврядування — Горобіївська сільська рада.